# Natalia Narychkina
 (juin 2025).
Si vous disposez d'ouvrages ou d'articles de référence ou si vous connaissez des sites web de qualité traitant du thème abordé ici, merci de compléter l'article en donnant les références utiles à sa vérifiabilité et en les liant à la section « Notes et références ».
Natalia Kirillovna Narychkina (1er septembre 1651 - 4 février 1694), épouse d'Alexis Ier, a été tsarine de Russie de 1671 à 1676. Elle est la mère de Pierre le Grand.

## Mariage
Alexis l'a épousé en secondes noces le 1er février 1671. Sa première femme, Maria Miloslavskaïa, lui avait donné trois enfants survivants : les futurs Fédor III et Ivan V, ainsi que Sophie, qui allait devenir régente lors du règne de ses frères.
Après son installation au Kremlin, elle fonde, entre autres, le premier théâtre public de Russie. Elle fait jouer des pièces de théâtre au palais, ce qu'Alexis avait interdit jusqu'alors. 
La famille Narychkine, des boyards de petite noblesse, profite de l'occasion pour s'emparer des postes clés de la cour, reléguant ainsi les Miloslavski à l'arrière-plan.
Le 9 juin 1672, Nathalie donne naissance à son seul fils, Pierre. Elle est également la mère de deux filles, Fédora et Nathalie.

## Veuvage et exil
Lorsque Alexis Ier meurt, en 1676, c'est Fédor qui lui succède. Les rôles sont alors renversés : les Miloslavski reviennent en force et les Narychkine sont exilés. Nathalie doit quitter la cour et est reléguée avec ses enfants au monastère de Preobrajenskoïe, près de Moscou.
Les humiliations subies par sa mère et son oncle Léon Narychkine, l'opposition farouche qui dresse la petite cour de Préobrajenskoïé contre Moscou, sont à la base du mépris de Pierre le Grand pour tout ce qui vient de la capitale.
Fédor III décède à son tour le 7 mai 1682. Son jeune frère, Ivan, qui devrait normalement hériter de la couronne, est un jeune garçon de seize ans, à l'esprit dérangé et incapable de gouverner. Son demi-frère, Pierre, est robuste mais n'a que dix ans. Un zemski sobor est convoqué et vote quasi unanimement pour Pierre. Nathalie est proclamée régente. 
Sophie, sœur d'Ivan, ne l'entend pas ainsi. Elle organise le soulèvement des streltsy, qui détestent les Narychkine depuis longtemps. Ils parviennent à entrer au Kremlin et massacrent de nombreux boyards, partisans de Pierre, dont les deux frères de Nathalie. Sophie, nommée régente, proclame une diarchie, c'est-à-dire un règne conjoint de Pierre Ier et d'Ivan V. Cependant, c'est elle qui dirige de façon absolue la Russie jusqu'en 1689. 
Durant toutes ces années, Pierre et Nathalie vivent à Préobajenskoïé et à Kolomenskoïé et ne prennent aucune part au gouvernement. En 1689, l'ex-tsarine choisit une épouse pour son fils en la personne d'Eudoxie Lopoukhine, fille d'un petit nobliau.
La même année, Pierre, qui a eu vent d'un complot pour l'assassiner, court à Moscou et renverse Sophie. Ne se trouvant pas prêt à gouverner, il abandonne le pouvoir à sa mère. Celle-ci n'est cependant pas très bien considérée : ceux qui l'ont connue s'accordent pour dire qu'elle était peu intelligente, bigote et frivole, et qu'elle n'est guère aimée de la population. Elle laisse le pouvoir à sa famille et à la Douma des boyards qui, prenant le contre-pied des décisions de Sophie, entreprennent une politique caractérisée par une attitude hostile aux étrangers. La censure des correspondances à l'étranger est renforcée et les entrées en Russie sont limitées. 
Quand Nathalie meurt, en 1694, Pierre pleure sa mère mais abandonne cependant sa politique en reprenant les projets de Sophie d'ouvrir le pays à l'Occident.